# Дом Турчевича
Дом архитектора Турчевича — достопримечательность Перми. Находится на углу улиц Екатерининской и Островского. 20 мая 1993 года по решению № 683 Малого Совета Пермского Облсовета здание принято на государственный учёт как памятник архитектуры и градостроительства «Дом архитектора А.Б. Турчевича (1890-е гг.)», о чём напоминает табличка на стене дома.

## История
Место, где располагается дом Турчевича, впервые упоминается 10 мая 1782 как выделенное «Солдата Петра Бородина жене Анисье» для застройки. Годом позже, 15 мая 1783 г., этот участок как не застроенный был отдан копиисту Фёдору Городскому. План губернского города Перми 1822 г. показывал этот участок застроенным деревянными жилым домом и служебным зданием параллельно дому в глубине усадьбы. Следующий раз домовладение на углу улиц Екатерининской и Верхотурской, № 32/15, упоминается в 1886 году как принадлежащее Клинбергу Александру Федоровичу. Наконец, в 1890-е гг. этот участок стал принадлежать  А. Б. Турчевичу и его жене потомственной дворянке актрисе Ольге Петровне Смердиной. Упоминается, что здесь находился снесённый полукаменный дом А. М. Благовидова.
24 марта 1892 года Ольга Петровна Турчевич направила в Городскую управу Перми прошение и проект, предусматривавший возведение на углу улиц Екатерининской и Верхотурской полукаменного двухэтажного дома и одноэтажных деревянных служб. Однако пермский архитектор В. В. Попатенко выдал заключение о несоответствии проекта дома ряду строительных норм и правил, и Городская управа 14 апреля 1892 г. вернула проект на доработку. Вероятно, требуемые изменения в проект были внесены, поскольку повторное прошение от 12 мая 1892 г. было удовлетворено.
Очевидно, к 1898 г. домовладение № 176 в 1-й части города Перми на углу улиц Екатерининской и Верхотурской, № 32/15, было построено, т. к. его стоимость была оценена Городской управой для взимания сборов и налогов с домовладения в 5000 руб., а в следующем 1899 г. – в 4873 руб. В этом доме с 1898 г. работала организованная Турчевичем первая частная проектная организация. Сохранилась реклама в адрес-календаре за 1908 г. о разработке организацией проектов, смет и выполнением ею строительных работ.
После Октябрьской Революции домовладение у Турчевой (вероятно, ошибочное написание фамилии Турчевич) в соответствии с Декретом ВЦИК от 20 августа 1918 г. было конфисковано. В 1920-е гг. дом Турчевича принадлежал Комхозу и был арендован VI Техническим участком «Камрайкомвод» под детский дом № 16-1. В 1933 г. здесь находились дом глухонемых и школа глухонемых № 34.
7 августа 1956 года по распоряжению Совета Министров СССР за № 146-Р было учреждено бассейновое управление рыбоохраны «Камуралрыбгосвод» в городе Молотов, которое в 1959 г. занимало дом по ул. Большевистский, 32. Ныне здесь находятся Камско-Уральское бассейновое управление по рыболовству и сохранению  водных биологических ресурсов и Отдел госконтроля, надзора и охраны водно-биологических ресурсов по Пермскому краю.

## Описание
Дом Турчевича представляет собой двухэтажное здание высотой 8 м. По центру главного фасада здания выделяется фронтон, по углам дом украшен двумя башенками со шпилями. 